# Tim Leibold
Tim Leibold (Böblingen, 30 novembre 1993) è un calciatore tedesco, difensore dello Sporting K.C.

## Carriera

### Squadre
Tim Leibold ha giocato per lo Stoccarda fino all'età di 13 anni, poi ha proseguito nelle giovanili con il TSF Ditzingen e il SGV Freiberg. Con quest’ultima società ha esordito in prima squadra nell’Oberliga del Baden-Württemberg (quinta serie del campionato tedesco). Dopo la stagione 2012-2013, in cui ha giocato 33 partite segnando 5 gol, è stato ripreso dallo Stoccarda che lo ha fatto debuttare con i professionisti. Dopo un anno si è trasferito al 1.FC Nürnberg in 2. Bundesliga.

### Nazionale
Tim Leibold esordito con la nazionale della Germania Under 20 contro la Turchia nel torneo delle 4 nazioni, vinto dalla squadra tedesca.